# Опасная игра (фильм, 2013)
Опасная игра (англ. Real Playing Game / RPG) — португальский научно-фантастический фильм 2013 года.

## Сюжет
Состоятельный Стив Баттье отчаянно ищет способ остаться в живых, поскольку находится уже в очень почтенном возрасте и смертельно больной. Когда компания, известная как RPG, предлагает ему шанс снова стать молодым взамен на огромную сумму денег, он пытается ухватиться за этот шанс. Десять миллионеров со всего мира будут помещены в молодых тел на десять часов, но с условием, что каждый час кто-то умрет. От спешки завладеть молодым телом, Стив готов сделать все, что нужно, чтобы удержать это тело — несмотря на то, что ощущения и реальность не всегда тождественны.